# Amy White
Amy White (Redondo Beach, 20 de octubre de 1968) es una nadadora estadounidense retirada especializada en pruebas de estilo espalda, donde consiguió ser subcampeona olímpica en 1984 en los 200 metros.

## Carrera deportiva
En los Juegos Olímpicos de Los Ángeles 1984 ganó la medalla de plata en los 200 metros estilo espalda, con un tiempo de 2:13.04 segundos, tras la neerlandesa Jolanda de Rover y por delante de la rumana Anca Patrascoiu.
Y en los Juegos Panamericanos de Caracas 1983 ganó el oro en la misma prueba.